# Canyon sottomarino

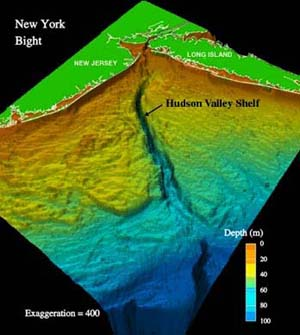
L'Hudson Canyon.

Il canyon sottomarino è una valle ripida che si trova sul fondale oceanico della scarpata continentale. Alcuni di essi, sono il naturale prolungamento di grandi fiumi; altri, sono semplicemente delle formazioni geologiche indipendenti.
Sono stati scoperti canyon anche ad oltre 2000 metri al di sotto del livello del mare. Solitamente, sono formati dall'attività di potenti correnti torbide, vulcani o terremoti.
Molti canyon sottomarini continuano come canali e possono estendersi per centinaia di chilometri.

## Caratteristiche
I canyon sottomarini sono caratteristici della scarpata continentale, poiché frutto dell'azione erosiva intensa esercitata dalle correnti di torbida, che in queste zone risultano particolarmente frequenti a seguito della maggior inclinazione del fondale (compresa tra 2° e 5°). Notevoli ammassi di sedimenti sciolti, in seguito al superamento dell'angolo di scarica o di piccoli sismi, possono originare correnti torbide molto dense, che riescono ad esercitare un'azione incisiva profonda sul substrato sedimentario e roccioso.
L'azione incisiva di queste correnti è tale da manifestarsi chiaramente sia a livello dei sedimenti non litificati che delle sottostanti rocce cristalline. Anche la bioerosione, o crolli periferici, agiscono modellando la scarpata continentale.

## Esempi
- Il Canyon di Genova, nel Mar Ligure
- Congo canyon, il più grande canyon fluviale, protraendosi dal fiume Congo verso l'oceano, è lungo 800 km, e profondo 1200 metri.
- Amazon canyon, che si protrae dal Rio delle Amazzoni.
- Hudson Canyon, che si protrae dal fiume Hudson.
- Ganges canyon, che si protrae dal fiume Gange.
- Indus canyon, che si protrae dal fiume Indo
- Monterey Canyon, al largo della costa centrale della California
- La Jolla e Scripps canyon, al largo della costa di La Jolla (California meridionale)
- Whittard Canyon, nell'oceano Atlantico a sud-ovest dell'Irlanda
- Bering Canyon, nel mare di Bering.
- Zhemchug Canyon il più grande canyon sottomarino del mondo, anch'esso nel mare di Bering.

## Formazione
Molti meccanismi sono stati proposti per la formazione di canyon sottomarini, e durante gli anni quaranta e cinquanta del XX secolo le cause principale della formazione dei canyon sottomarini sono state oggetto di accesi dibattiti.
Una recente teoria è che i canyon presenti oggi si siano formati durante l'era glaciale, quando il livello del mare era circa 125 metri più basso e i fiumi scorrevano ai margini della piattaforma continentale. Comunque, mentre molti (ma non tutti) i canyon si trovano alla foce dei principali fiumi, l'erosione del fondale marino da parte dei fiumi non può essersi verificata a grandi profondità come a 3000 metri dove sono stati mappati alcuni canyon; è di comune accordo (e supportato da molte prove) che il livello del mare non si abbassò mai fino a quelle profondità.
Ai giorni d'oggi si pensa che il principale meccanismo di erosione dei canyon siano le correnti torbide e le frane sottomarine. Le correnti torbide sono masse d'acqua in movimento verso il basso (a causa della gravità) cariche di sedimenti depositatisi da poco tempo sulla sommità di un pendio, magari messi in moto da terremoti. Esiste uno spettro di torbidità (o densità) delle correnti che va da “acqua fangosa” a “flusso fangoso”; elementi di prova dell'esistenza di entrambe queste classi estreme possono essere osservati nella parte più profonda dei canyon e dei canali sottomarini, come i depositi lobati (flussi fangosi) e argini lungo i canali.
Spostamenti di masse, crolli e frane sottomarine sono forme di spostamento lungo un pendio (per l'effetto della gravità lungo il pendio di una collina) osservato nei canyon sottomarini. "Spostamento di masse" è il termine usato per le lente e piccole azioni di movimento della materia verso valle, e può includere comunemente l'effetto della bioerosione: lo scavo di tunnel, ingestione e defecazione effettuata dagli organismi. Il termine crolli si usa per indicare il rotolamento di masse lungo un pendio. Con frane invece si indica il distacco e la dislocazione di masse sedimentarie. Tutti questi fenomeni sono stati osservati e insieme contribuiscono al processo di formazione.
Si è compreso di recente che molti meccanismi di formazione dei canyon hanno effetti maggiori o minori nei differenti luoghi, anche all'interno degli stessi canyon, o in periodi differenti durante la formazione del canyon. Tuttavia, se i principali meccanismi sono quelli sopraelencati, la lineare morfologia delle scarpate di un canyon e di un canale, e il trasporto del materiale scavato o disciolto delle discese continentali su grandi distanze richiedono che vari tipi di torbidi o correnti dense agiscano come effetti principali.